# Eupoecilia ambiguella
La polilla de la vid, Eupoecilia ambiguella (Hübner, 1796), es un lepidóptero de la familia Tortricidae, subfamilia Tortricinae, género Eupoecilia.

## Morfología
Los adultos son mariposas de dimensiones medias, con una envergadura de 12 a 15 mm. Las alas anteriores tienen la forma típica del resto de Tortricinae con una forma subtrapezoidal, con los márgenes costales ligeramente convexos y en paralelo a los márgenes anal y distal que caen en la dirección anteroposterior, sus alas son de color blanco amarillento con una banda transversal subtrapezoidale marrón que se extiende en la zona intermedia del margen costal hasta la base anal y más amplia en el margen costal. Las alas traseras son de color grisáceo y llevan la franja marginal de un color más claro. La polilla vuela entre mayo y agosto.
Los huevos son elípticos y lenticulares, con 0,6 mm de ancho y 0,8 mm de largo, de color amarillento recién puesto, pero luego adquieren un tono moteado de color naranja o marrón rojizo. La larva, de aproximadamente 1 mm de largo en el nacimiento, es muy similar a la de la polilla de la baya de la uva, de color blanquecino con cabeza oscura. Al final del desarrollo alcanza 10 a 12 mm de longitud y su color varía del rojo oscuro al marrón verdoso en la cabeza y en la parte posterior del primer segmento torácico. La crisálida es de color marrón rojizo.

## Distribución
Está presente en la mayor parte de Europa y en diferentes regiones de Rusia. El área se extiende desde Asia Menor hasta el Cáucaso, Siberia a Irán, para llegar a la India, China (Anhui, Fujian, Gansu, Guizhou, Hebei, Heilongjiang, Henan, Hubei, Hunan, Jiangxi, Shaanxi, Shanxi, Sichuan, Tianjin, Xinjiang, Yunnan, Zhejiang) y Japón. Está ausente en el norte de África; no hay suficiente información sobre su presencia en muchas islas del Mediterráneo. Fuera de Eurasia, la especie se encuentra en Brasil, tras una introducción accidental.

## Alimentación
A pesar de que normalmente se asocia con la vid, en la que se la considera una plaga, la polilla se caracteriza por una marcada polifagia alimentándose tanto de especies herbáceas como leñosas, generalmente con frutas, bayas o similares, pertenecientes a géneros tales como Cornus, Ribes, Hedera, Rhamnus frangula, Rhamnus cathartica, Lonicera, Viburnum, Ligustrum y Juniperus. Esta polifagia se manifiesta, en particular, en las regiones situadas más allá de la zona de cultivo de la vid.